# Paveletskaïa (métro de Moscou, ligne Zamoskvoretskaïa)
Paveletskaïa (en russe : Павеле́цкая et en anglais : Paveletskaya) est une station de la ligne Zamoskvoretskaïa (ligne 2 verte) du métro de Moscou. Elle est située sur le territoire de l'arrondissement Zamoskvoretche, dans le district administratif central de Moscou.
Elle est mise en service en 1943, sur une section ouverte depuis onze mois.
C'est une station de correspondance avec la ligne Kaloujsko-Rijskaïa (ligne 5 marron), via la station spécifique Paveletskaïa, et elle est desservie par des Tramways, des Trolleybus et des autobus.

## Situation sur le réseau
Établie en souterrain, à 34 mètres sous le niveau du sol, la station Paveletskaïa est située au point 034+64 de la ligne Zamoskvoretskaïa (ligne 2 verte) entre les stations Novokouznetskaïa (en direction de Khovrino) et Avtozavodskaïa (en direction d'Alma-Atinskaïa).
Elle est reliée par un passage souterrain à la station Paveletskaïa de la ligne Kaloujsko-Rijskaïa (ligne 5 marron).

## Histoire
La station Paveletskaïa est mise en service le  20 novembre 1943, sur la section déjà en service, depuis le premier janvier, de Tretiakovskaïa à Avtozavodskaïa.

Architecture de la station
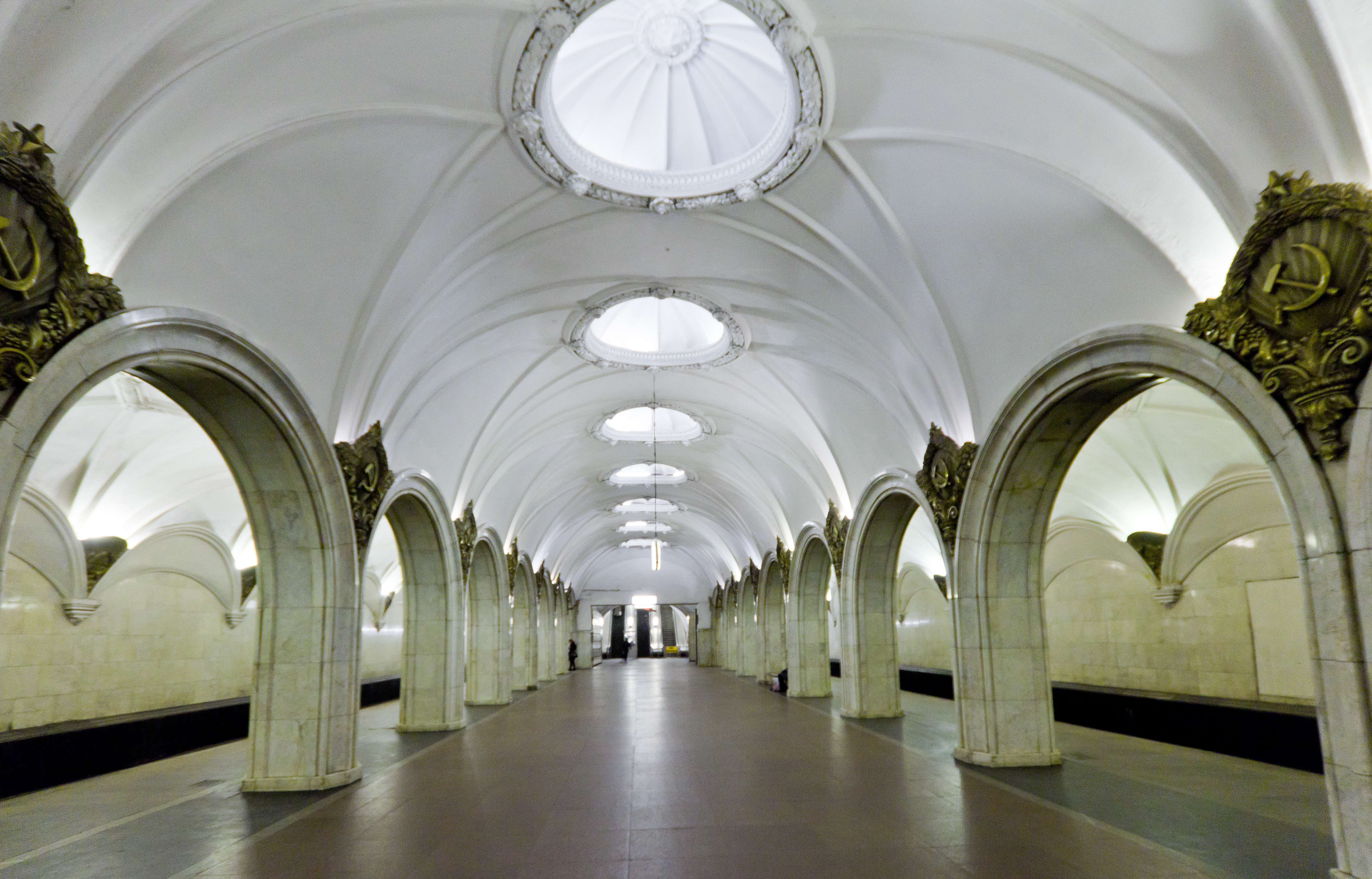
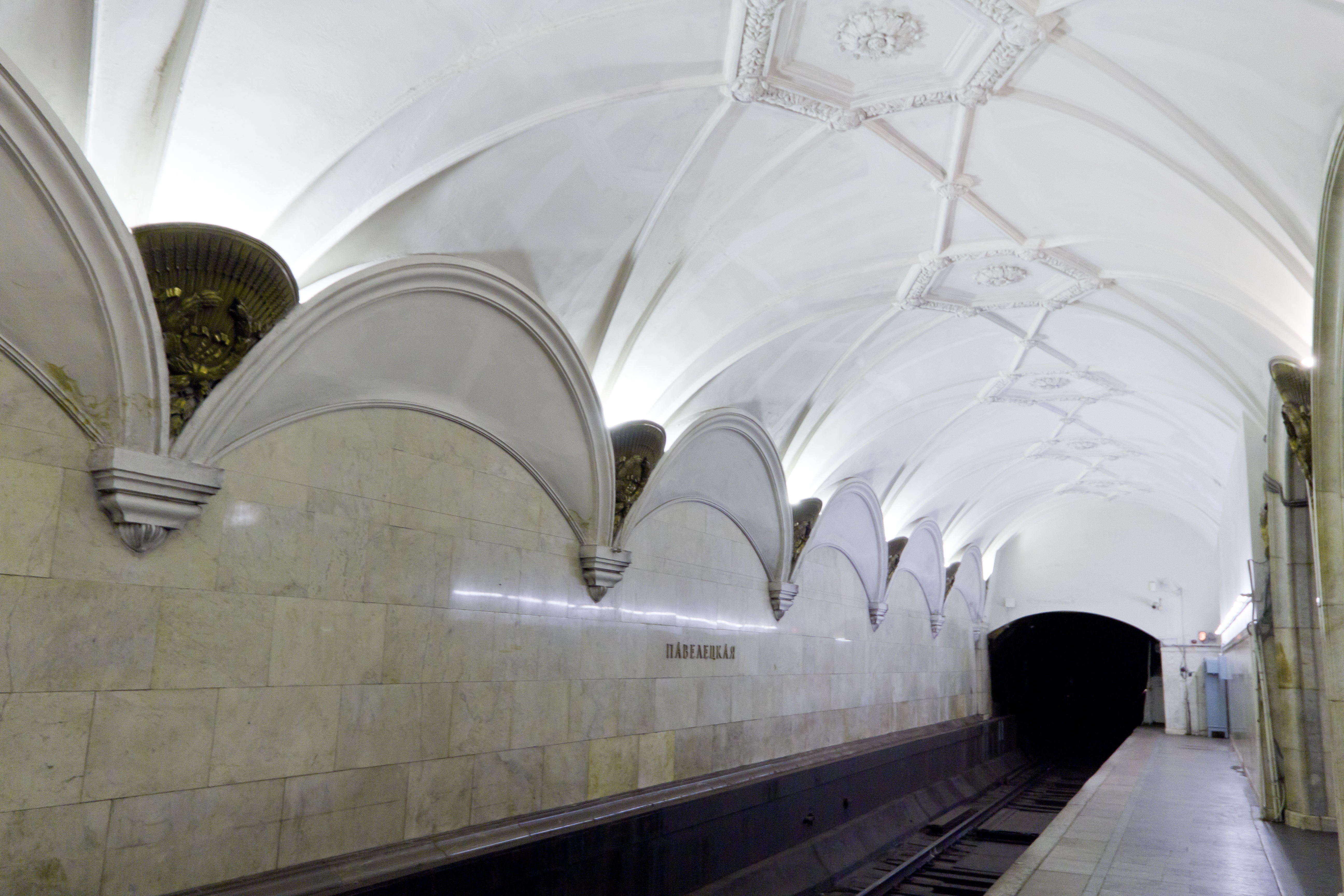

## Services aux voyageurs

### Desserte

Installations et desserte
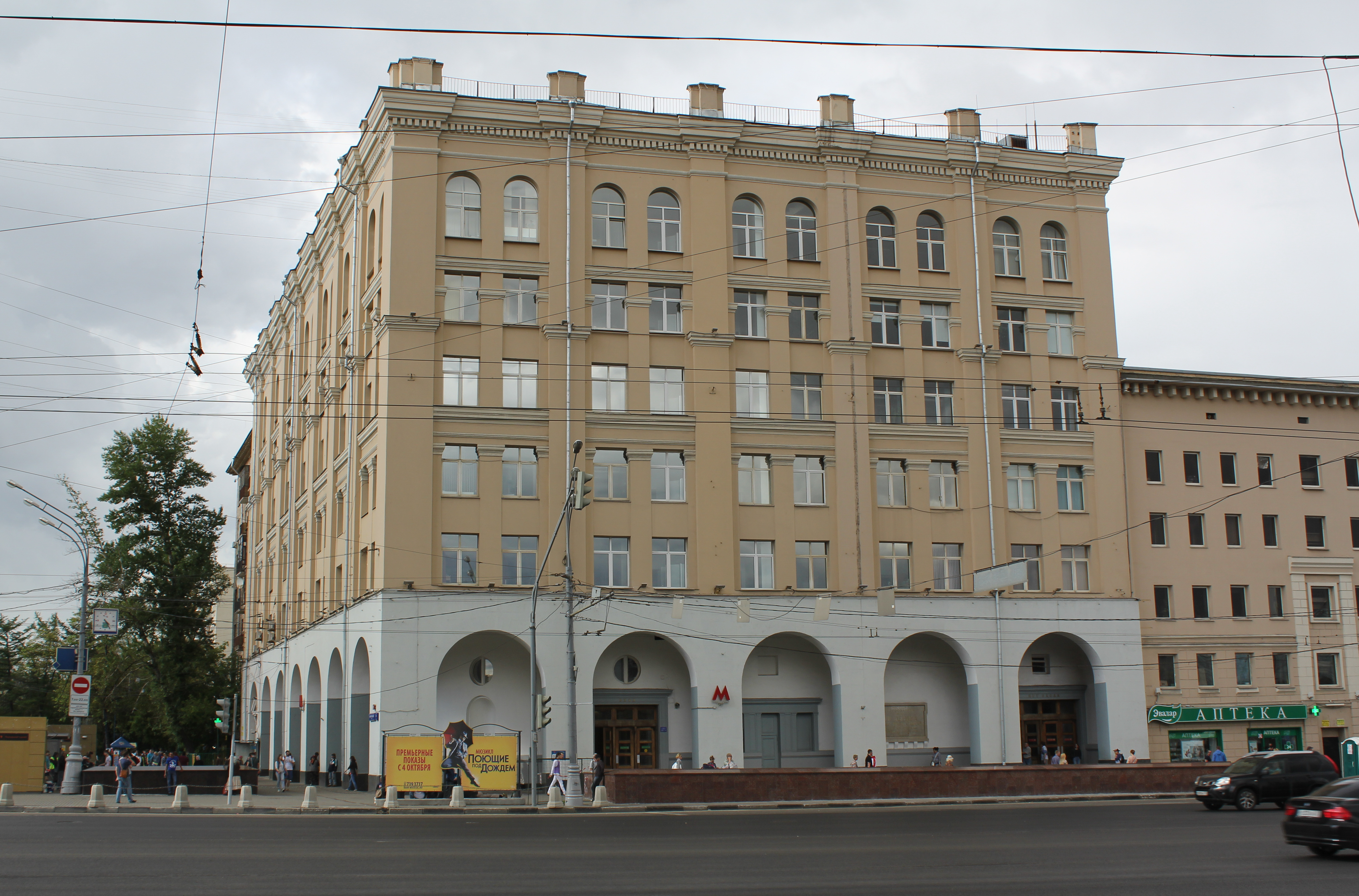
Entrée.
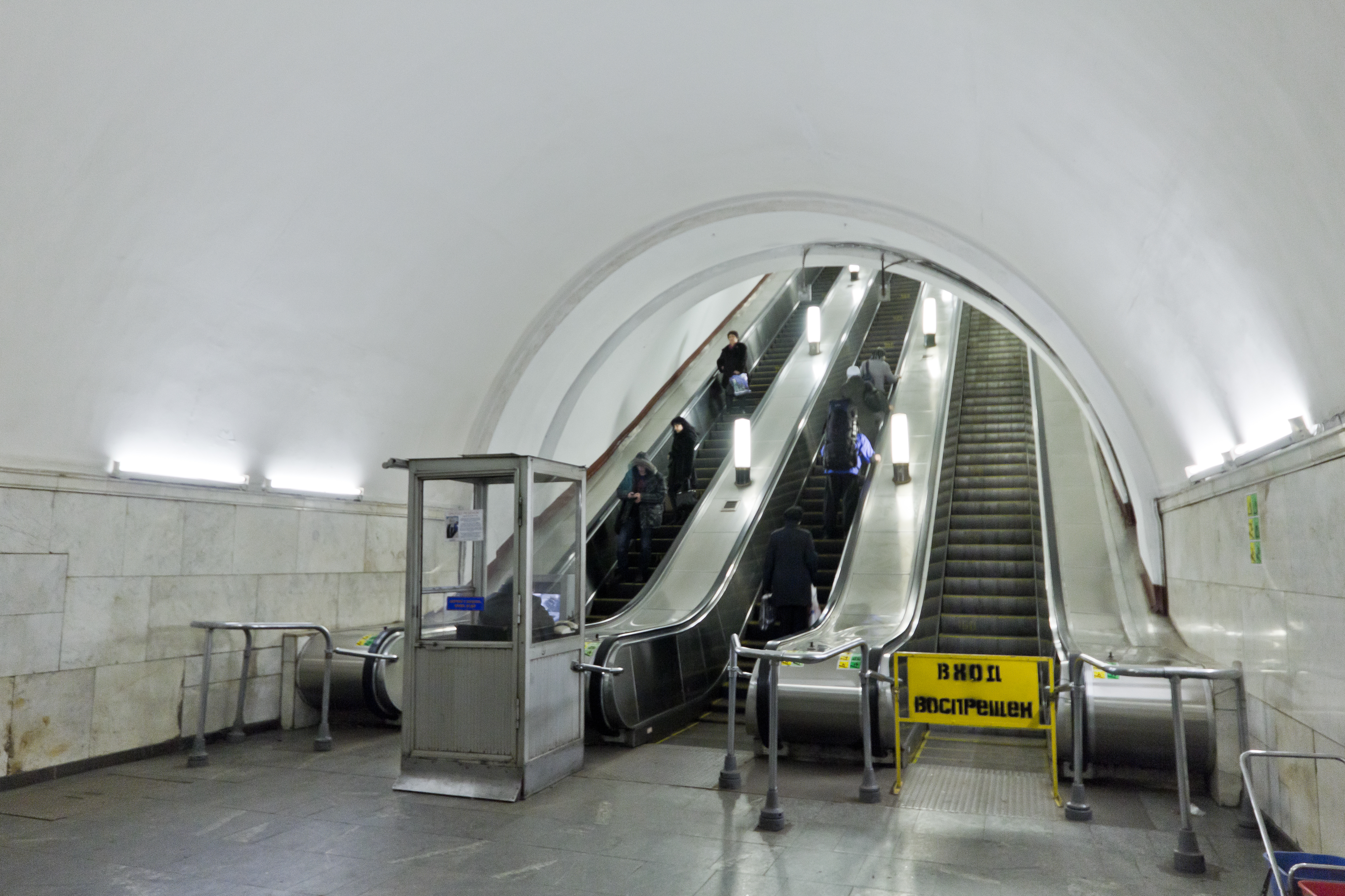
Escalier mécanique.
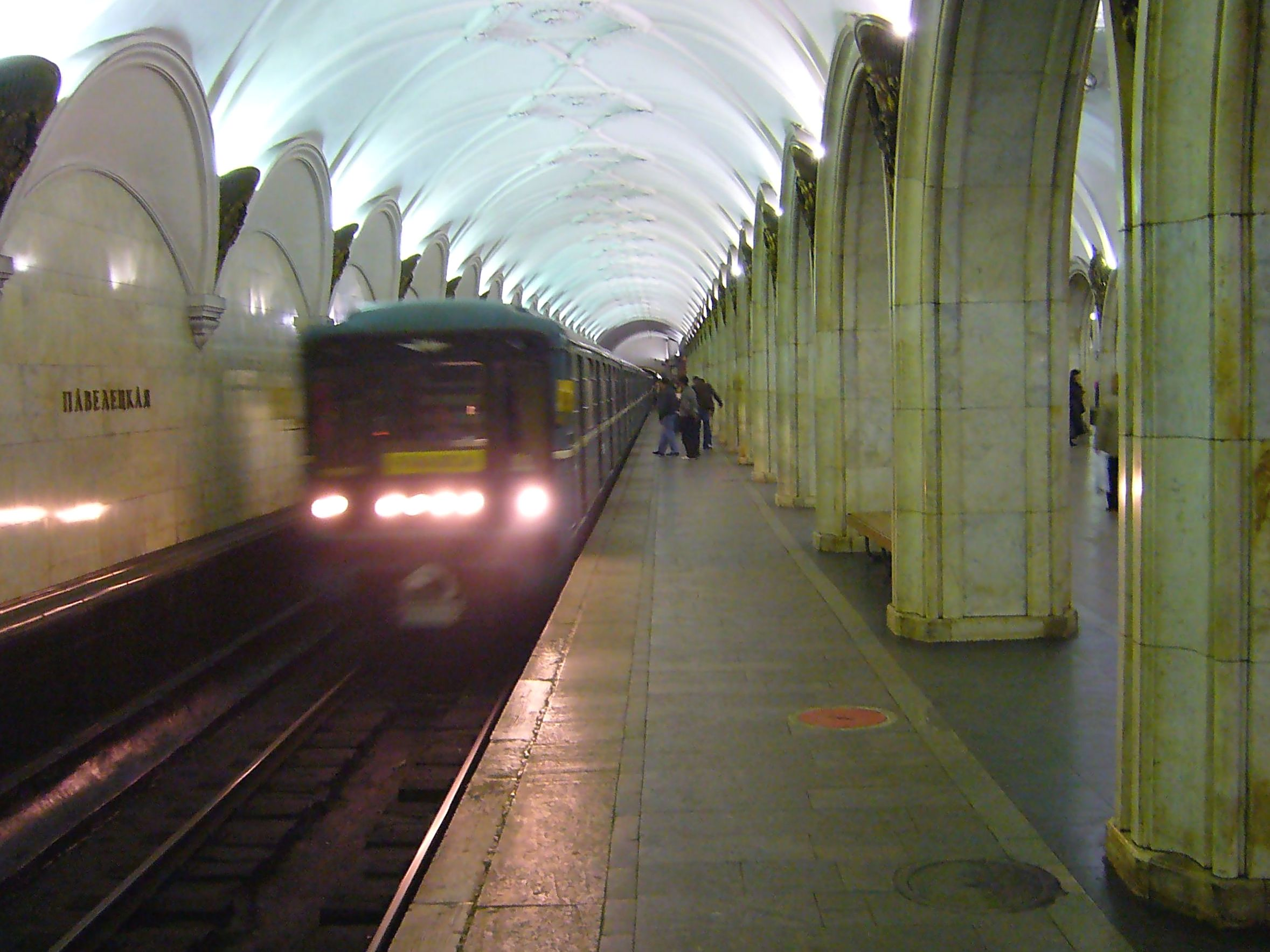
Desserte.

### Intermodalité
Outre la correspondance avec la ligne Kaloujsko-Rijskaïa (ligne 5 marron), elle dispose d'arrêts, situés à proximité, desservis par des tramways des lignes A, 3, 35, 38 et 39, des trolleybus de la ligne Б (B), et des bus des lignes 6, 13, 106, 158, et 632.